# Det Moderne Gennembruds Kvinder
Det Moderne Gennembruds Kvinder er en faglitterær bog på 689 sider, skrevet af Pil Dahlerup, udgivet på Lindhardt & Ringhof i 1983 og genudgivet i 2023 som e-bog. Bogen er en afhandling antaget til offentligt at forsvares for den filosofiske doktorgrad ved Det Humanistiske Fakultet ved Københavns Universitet, den 2. marts 1984. Disputatsforsvaret blev afholdt i Københavns Universitets Festsal på Frue Plads, og var af hensyn til den store forhåndsinteresse blevet flyttet fra det sædvanlige disputatslokale i Annexauditorium A i Studiestræde 6.

## Indhold
Bogen omhandler dansk skønlitteratur skrevet af 70 danske kvindelige forfattere, der er debuteret i årene 1871-1891, begge år medregnet, plus få ekstra relevante værker der falder uden for tidsafgrænsningen. Bogen indeholder i 2. oplag desuden en del fotografiske portrætter af forfatterne og nogle billeder til belysning af datiden.

## Hensigt
Hensigten er at give et samlet gennemarbejdet billede af den danske kvindelitteratur i Det Moderne Gennembruds centrale 20 år.

## Opbygning
Bogen er opbygget af tekstmæssige enkeltportrætter af forfatterne og enkeltananlyser af udvalgte værker, hvorved den enkelte forfatter findes både i en biografi og en bibliografi, samt en hovedtekst der er forfatterens tolkning af de fremfundne facts. Udarbejdelsen har krævet 7 års arbejde med grundige studier af kilder på Det kongelige Bibliotek.

## Kapitler
- FORORD
- METODESYNSPUNKTER
- PATRIARKATET
  - Nogle arbejds-definitioner
  - Patriarkatet i 1800-tallet
    - Lægevidenskabens mandsbillede
    - Lægevidenskabens kvindebillede
    - De nye roller
- DET LITTERÆRE PATRIARKAT
  - Georg Brandes som eksempel
  - Generel Litteraturpolitik 
    - Dominans-erklæringen: "Det Moderne Gennembruds Mænd,", 1883
    - Program-erklæringen: "Emigrantlitteraturen" (1871), 1872
    - Ekskurs til Brandes' Lasalle-bog, 1881
    - Tolerance-erklæringen: "Den danske Litteratur efter 1870", 1901
    - Konklusion

  - Georg Brandes og Kvindelitteraturen 
    - Faderligheden
    - Donjuanismen
    - Tristanismen

  - Konklusion
  - Edv. Brandes – Reservefiltret
  - Camille Collett – et andet filter
    - En anden etik
    - En modkritik til debat
    - Camille Collet og Georg Brandes
- DET MODERNE GENNEMBRUDS KVINDER – Forfattere i / mod patriarkatet
  - "SØNNERNE" 
    - Adolphine Fogtmann
    - Alfhilda Mechlenburg
    - Olivia Levison
    - Constance Mynster
    - KONKLUSION PÅ "SØNNERNE"

  - DØTRENE 
    - DE MODERNE 
      - Ragnhild Goldschmidt
      - Illa Christensen
      - Olivia Levison
      - Helga Johansen
      - Vilhelmine Zahle
      - Ingeborg Gerstenberg-Müller
      - Julie Grüner
      - Maria Solter

    - DE TRADITIONELLE
    - DE RELIGIØSE
      - Alberta Eltzholtz
      - Theodora Mau

    - DE FALSKE
      - Hilda Bertha Madsen
      - Albertine

    - KONKLUSION PÅ DØTRENE

  - DE EMANCIPEREDE 
    - ELSKERINDERNE
      - Nathalia Larsen
      - Rosalie Rosenfeld
      - Religiøse"elskerinder"

    - KUNSTNERNE
      - Adda Ravnkilde
      - Kunstneren hos de andre "moderne"
      - De traditionelles kunstnersyn
      - De religiøses kunstnerinder
      - Jenny Bilcher-Clausen
      - Kreativiteten

    - DE SELVERHVERVENDE
      - Kristine Hansen
      - Ekskurs til en navnesøster
      - Højskolen og pigen

    - "KVINDESAGSKVINDERNE"
    - EMANCIPATION OG LITTERATUR

  - MØDRENE
    - Moderposition og moderfortæller
    - MASOCHISTISK MODERSKAB
      - Massi Bruhn

    - "MATRIARKALSK" MODERSKAB
      - Therese Brummer

    - MADONNA-MODEREN
      - Anna Erslev

    - MODERLIGFHEDEN SOM UNDERHOLDNINGSLITTERATUR
      - Mathilde Kauffmann

    - RELIGIØS MODERLIGHED
      - Jenny Blicher-Clausen

    - MODERLIGHED, KUNST OG MODERNITET

  - HUSTRUERNE
  - DET HELE MENNESKE
  - KONKLUSION
- BIOGRAFIER OG BIBLIOGRAFIER
- NOTER
- PERSONREGISTER
- ANVENDT FAGLITTERATUR
- ENGLISH SUMMARY

## Publikation
Udgivet på forlaget Lindhardt & Ringhof i 1983 (nu en del af Egmont) og genudgivet i 2023 som ebog. Bogen består af 689 sider, og kan findes på ereolen.dk

## Anmeldelser
Ved udgivelsen beskrev Elisabeth Møller Jensen på Demokraten Weekend, bogen således: “… litteraturforskning på allerhøjeste niveau, som samtidig har appel til en bred kreds.” Marie-Louise Paludan fulgte dette op i Weekendavisen: “Det er sjældent man kan læse en doktorafhandling på 700 sider i én køre … uafbrudt fængslet.”

## Forfattere omtalt
- Louise Ahlefeldt-Laurvig
- Albertine (pseudonym)
- Aniken (pseudonym)
- Conradine Barner (pseudonym Annitta Carell)
- Nicoline Bech-Meyer
- Emma Benzon (pseudonym Richard Owen)
- Jenny Blicher-Clausen (pseudonym John Bentsen, Nøkken)
- En sønderjysk Bondepige (pseudonym)
- Betty Borchsenius
- Frk. Bornemann (pseudonym Jens Udby)
- Augusta Brosbøll (pseudonym August Lazogas, J. E. Cart, Carit Etlar, Augusta Carit Etlar)
- Massi Bruhn
- Therese Brummer
- Caja (pseudonym)
- Marie Carlsen (pseudonym Abelone, Marie C)
- Elisabeth Rosenkrantz Charisius (pseudonym E)
- Illa Christensen (pseudonym F. C. van der Burgh)
- Dora (pseudonym)
- Johanne van Dyck (pseudonym)
- Alberta Eltzholtz
- Anna Erslev (pseudonym Anna Borch)
- Caroline Eskildsen
- Elfride Fibiger (pseudonym T. M.)
- Adolphine Fogtmann (pseudonym Édini)
- Emma Gad
- Ingeborg Gerstenberg-Müller
- Ragnhild Goldschmidt (pseudonym En Anonym)
- Julie Grüner (pseudonym Poul Vinge)
- Kristine Hansen / Grønvald Nielsen
- Marie Holmegaard
- Metha Jensen (pseudonym Athem Seni)
- Maren Johansen
- Erna Juel-Hansen (pseudonym Arne Wendt)
- A. M. Jørgensen
- Maren Marie Jørgensen
- Mathilde Kauffmann (pseudonym T. Conval)
- Sidse Kristensen
- Nathalia Larsen (pseudonym Enel)
- Marie Lassen (pseudonym M. Günther)
- Jenny Lazarus
- Olivia Levison (pseudonym Silvia Bennet)
- Elise Lindberg (pseudonym S. B.)
- Axelline Lund (pseudonym Calma)
- Frøken Hilda Bertha Madsen (pseudonym)
- Theodora Mau
- Martha (pseudonym)
- Mormo’er (pseudonym)
- Constance Mynster (pseudonym J. P. O.)
- Christine Møller
- Francisca Møller
- Christine Mønster (pseudonym Aage Vang)
- Cathinka Nielsen
- Caroline Petersen
- Kirstine Povlsen
- Adda Ravnkilde
- Signe Rink
- Rosalie Rosenfeld (pseudonym Johann Verastus)
- Ingeborg Rosenørn-Teilmann (pseudonym I. K. R.)
- Charlotte Sannom (pseudonym Niels Brock)
- Johanne Schjørring (pseudonym Noctua)
- Marie Schlotsfeld
- Maria Solter
- Ernestine Thomsen (pseudonym En Præstekone )
- Emilie Thorup (pseudonym E)
- Julie Tommesen
- Emilie Walberg
- Elisabeth Wedell-Wedellsborg (pseudonym Johan Sandel)
- Hedevig Winther (pseudonym Jacob Abdal, Joachim Becher)
- Vilhelmine Zahle
- Hilda Aagaard (pseudonym H. T.)